# Bec-de-Mortagne
Bec-de-Mortagne település Franciaországban, Seine-Maritime megyében. Lakosainak száma 676 fő (2022. január 1.). Bec-de-Mortagne Annouville-Vilmesnil, Contremoulins, Daubeuf-Serville, Mentheville, Thiergeville és Tourville-les-Ifs községekkel határos.

## Népesség
A település népességének változása:
| Lakosok száma | 679  | 687  | 692  | 661  | 648  | 643  | 643  | 650  | 676  |
|               | 2013 | 2015 | 2016 | 2017 | 2018 | 2019 | 2020 | 2021 | 2022 |